# グリエル
グリエル (Guriel, Guri'el, ソマリ語: Guriceel, Guri ceel, Guri Ceel)はソマリア中南部ガルグドゥード州の町。グリエル空港が所在する。
1991年の旧ソマリア政権崩壊後から現在まで混乱が続いている。2006年夏にイスラーム過激組織「イスラム法廷会議」がグリエルを支配するが、イスラーム過激組織の進出を嫌う隣国エチオピアがソマリア暫定連邦政府を支援する形で2006年末にイスラム法廷会議を撃退した。2007年になるとソマリア南部で生まれた別のイスラーム過激組織「アル・シャバブ」がグリエルにまで攻めてくるが、これに対抗して生まれた地元の軍閥アル・スンナ・ワル・ジャマー（アル・スンナ）が2010年にグリエルを支配する。しかしその後もアル・スンナとアル・シャバブの争いは収まらず、さらにはソマリア中部に作られた地方政府ガルムドゥグがソマリア政府軍の名で争いに加わった。
2019年以降はソマリア政府軍（ガルムドゥグ）が支配する形になっているが、現在でもアル・スンナやアル・シャバブとの戦闘は続いている。2021年10月の戦闘では、ほぼ全市民にあたる2万戸、10万人が避難する事態となった。

## 歴史
2008年、アル・スンナ・ワル・ジャマーがグリエルにモスクを設置。
2008年6月、グリエルのエチオピア軍駐留基地が、正体不明の地元民兵に攻撃された。その後のエチオピア軍の砲撃により、妊婦を含む4人が死亡。住民の多くが都市部から郊外に逃亡した。
2008年12月から2009年1月にかけて、アル・シャバブと地元軍閥アル・スンナ・ワル・ジャマーの間で30人が死亡する戦闘があった。

### アル・スンナの支配

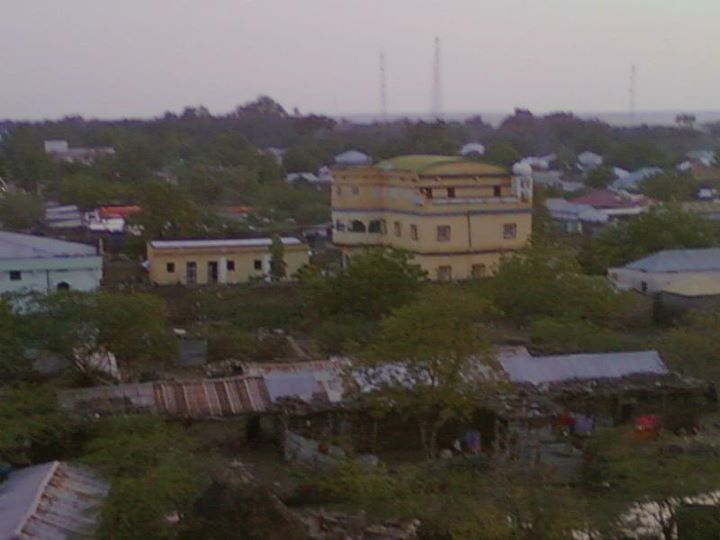
2012年のグリエル

2009年10月、アル・スンナはグリエルに新政権の樹立を宣言。アイル氏族の代表22人の投票でイスマン・イセ・ヌールが地区委員長に、バシル・アブドゥラヒ・ヌールが副委員長に選ばれた。
2009年10月、グリエルで、自身が112歳であると主張する男性が17歳の少女と結婚したと報じられた。彼は過去に3人の妻を亡くしており、子供と孫は合わせて114人いる。
2010年1月、アル・スンナがグリエルの支配権を握ったと報じられた。
2010年2月、アル・スンナとソマリア暫定連邦政府の打ち合わせがエチオピアの首都アディスアベバで行われたと報じられたが、アル・スンナの幹部はグリエルで「虚偽報道である」とのコメントを発表。
2010年3月、グリエルで国際連合世界食糧計画 (WFP) の食糧が略奪されたと報じられたが、グリエルの長老たちは虚偽報道だとして否定。
2011年4月時点で、アル・スンナが支配するのはグリエル、デュサマレブ、アブドゥワクだと報じられている。
2012年8月、グリエルに大学が設立されたと報じられた。
2014年1月、アル・スンナがムハンマドの誕生式典を実施。

### エチオピア軍の進出と軍閥同士の戦闘

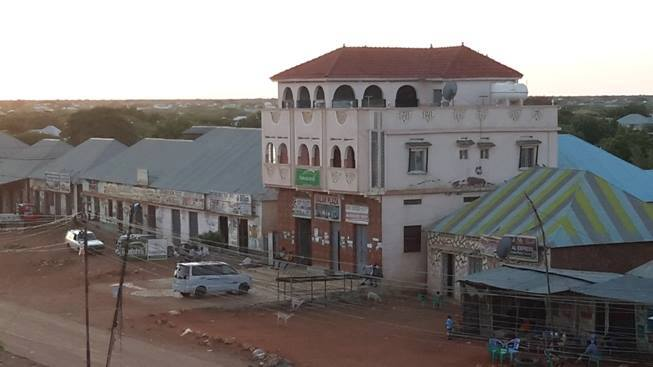
2016年のグリエル。ソマリアの大手銀行ダハブシルの支店付近

2014年2月、エチオピア軍がアル・シャバブを討伐するため、グリエルに大きな基地を建設した。3月、グリエルの治安を回復するためエチオピア軍数十人が来訪。グリエル地区の責任者が、エチオピア軍と協力することを表明。
2014年5月、グリエルでアル・スンナとアル・シャバブが戦闘となった。
2014年12月12日、アル・スンナがソマリア政府軍からグリエルを奪い、一方、政府軍がアル・スンナからデュサマレブを奪ったと報じられた。さらに15日にソマリア政府軍がグリエルを奪還。アル・スンナは戦わずにヘラーレとGeri-jireに分かれて逃れた。
2015年2月、軍閥アル・スンナがグリエル郊外のソマリア政府軍基地を攻撃。アル・スンナが勝利してグリエルを奪還した。
2015年3月、ソマリア連邦政府の国防長官がグリエルを訪問。国防長官はグリエル地方政府、アル・スンナの双方と対談。国防長官は地元メディアに対して紛争の解決が必要だと語った。
2016年2月、ガルムドゥグ代表としてAxmed Cabdisalaan Xaaji Aadanがグリエルとデュサマレブを訪問しようとするが、現地を支配するアル・スンナは拒絶。
2016年6月、アル・スンナは、ソマリアの首都モガディシュに向かうアイル氏族の族長Ugaas Xasan Ugaas Maxamed Nuurを逮捕し、Ugaasが支持するアダドからではなく、アル・スンナが支配するデュサマレブとグリエルから国会議員を選ぶように要請。
2016年11月、アル・スンナはグリエルのラジオ局ラジオガルガドゥードの閉鎖を発表。
2017年4月、ソマリア連邦政府はグリエルが干ばつに襲われたため、支援物資を積んだ飛行機を派遣。これは、前日アル・スンナの首領Sheekh Maxamed Shaakirがソマリア大統領と会談したことを受けてのものだった。
2017年7月、グリエルで偽ソマリア・シリングが発見されたのをきっかけに、アル・スンナはソマリア・シリングの使用を禁止した。これにより、地元市場は米ドルなどを求めるようになった。
2017年8月、グリエルのレストランで2名が銃殺され、アル・スンナが捜査したが、犯人は捕まらなかった。
2019年5月9日、ガルムドゥグの代表がグリエルを訪れ、アル・スンナとの打ち合わせを実施。
2019年5月、アル・シャバブとの戦闘で亡くなったアル・スンナの兵士の追悼式典で自爆テロが発生した。この時点でアル・スンナはデュサマレブとグリエルを支配していると報じられている。
2019年6月、グリエルでアイル氏族の長老会議が開かれ、ガルムドゥグとの和解を歓迎する声明を発表。

### ソマリア政府軍による支配
2019年11月、ソマリア政府軍がドゥサマレブ、グリエル、マタバーンを占領し、アル・スンナは戦闘せずに撤退した。アル・スンナは協定違反だとして抗議。
2020年2月、グリエルでアル・スンナとソマリア政府軍が戦闘となり、ソマリア政府軍がグリエルを占拠。
2021年6月にアル・シャバブがグリエル地区から30キロメートルにあるDabarreを、7月にグリエル地区から16キロメートルにあるAf-Cagaagを占拠した。
2021年10月1日、アル・スンナがガルムドゥグからグリエルを奪還。その後も激しい戦闘が発生し、グリエルに住むほとんどの住民、すなわち2万戸、10万人が避難した。27日、グリエルからアル・スンナが撤退し、ガルムドゥグが町を支配した。

## 政治家
- グリエル地区知事 (Gudoomiyaha Degmada Guri-ceel) 
  - Cismaan Ciise Nuur Taardhuleed 2009[7] - 2014[14]
  - Cabdullaahi Warsame Faarax 2015[44]
  - Cabdullaahi Maxamed Barre 2019[45]